# Кандыра
Кандыра (тур. Kandıra) — город и район в провинции Коджаэли Турции. Его население составляет 13,511 человек (2009). Высота над уровнем моря — 18 м.

## История
В 1912 году в городе и районе проживали:
Турки - 37 452 чел.
Греки - 7 689 чел.
Армяне - 5 100 чел..